# Politique étrangère de la Pologne
La politique étrangère de la Pologne est menée sur la base de la stratégie de politique étrangère préparée par le ministère des Affaires étrangères et adoptée par le Conseil des ministres. En mai 2024, le ministère était occupé par Radoslaw Sikorski.

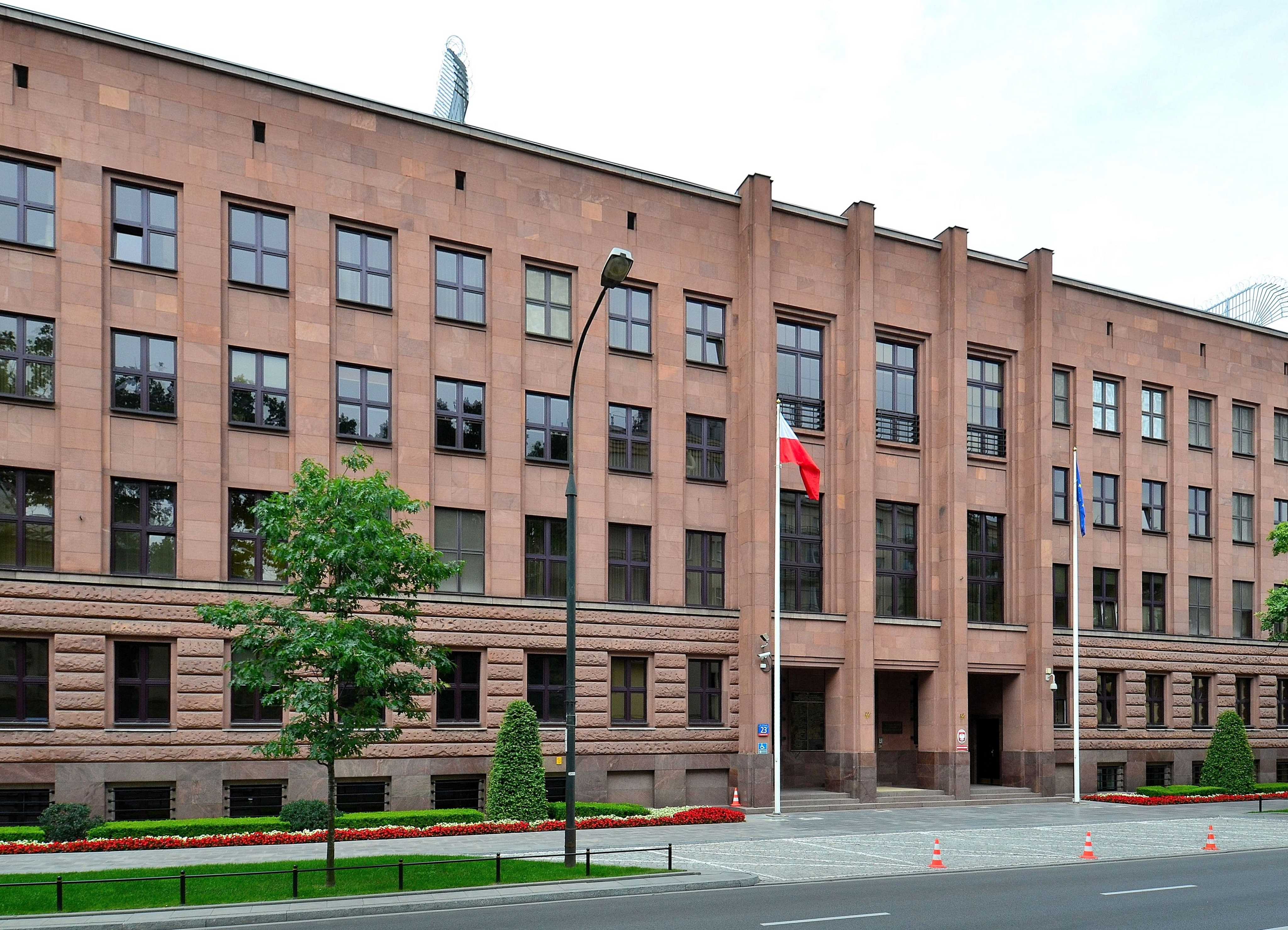
Le ministère des Affaires étrangères polonais.

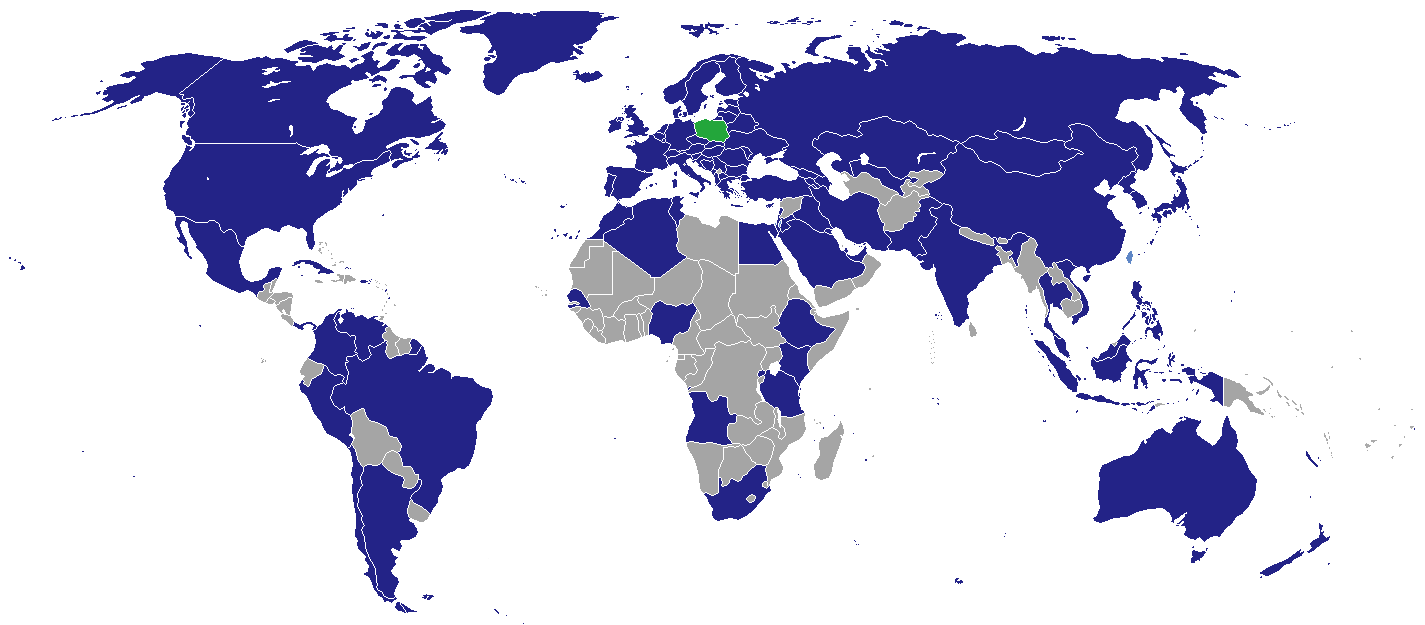
États où la Pologne entretient une ambassade.

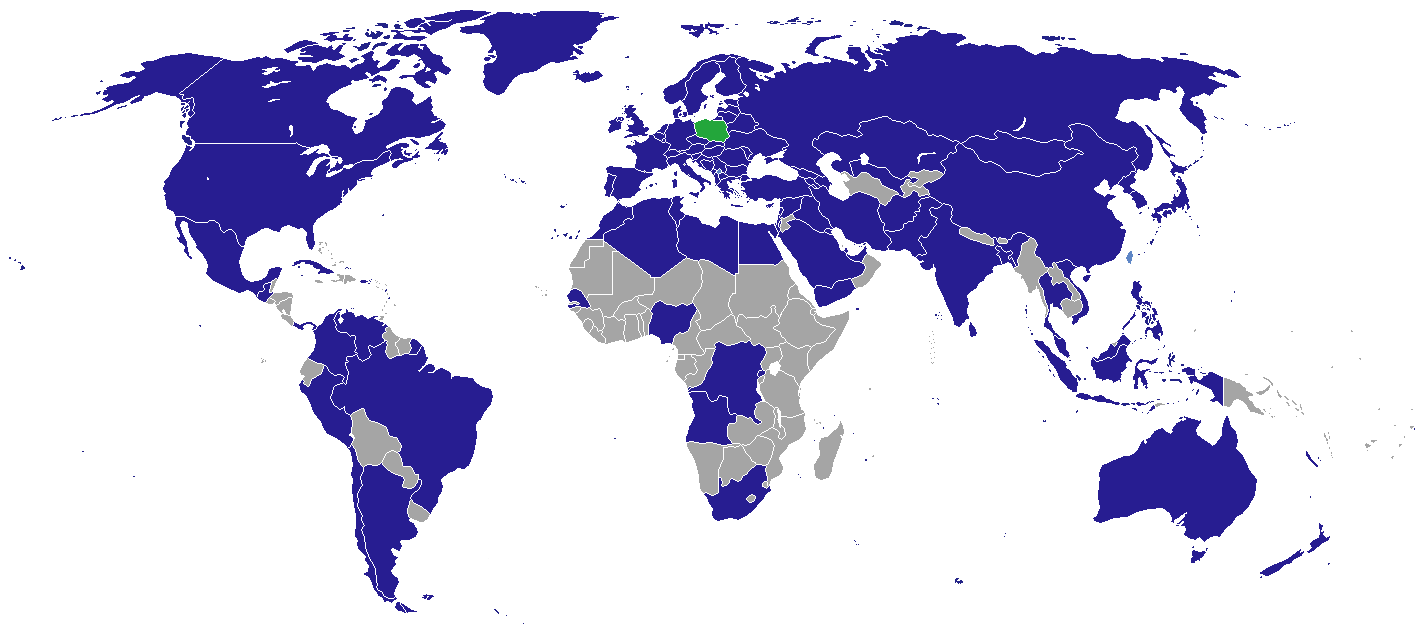
États disposant d'une ambassade en Pologne.

## Histoire

### La politique étrangère de la république des Deux Nations

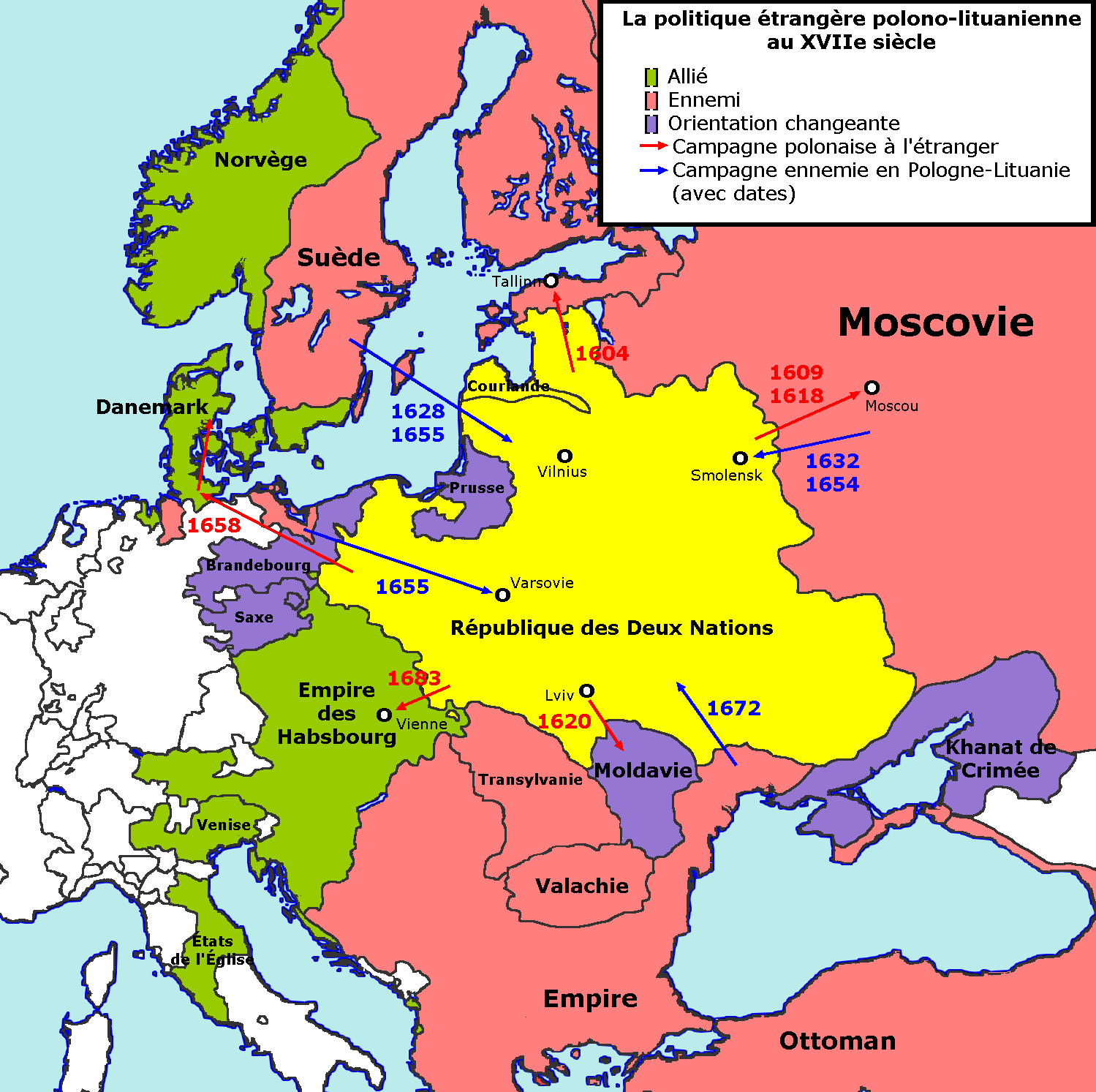
Politique étrangère de la République des Deux Nations au XVIIe siècle.

La politique étrangère de la République des Deux Nations repose sur un équilibre délicat entre préservation de l’autonomie, gestion des alliances dynastiques et réaction aux pressions géopolitiques exercées par les grandes puissances voisines. Dès sa création par l’Union de Lublin en 1569, la République cherche à se positionner comme un acteur stable au cœur de l’Europe orientale, entre la Russie impériale, l’Empire ottoman, le royaume de Prusse et la monarchie des Habsbourg d’Autriche.
Sans corps diplomatique permanent, la République délègue la conduite de sa politique étrangère à des missions temporaires, confiées à des nobles élus par la Diète. Ces diplomates sont tenus de respecter les instructions précises votées par l’assemblée. La monarchie étant élective, les alliances sont souvent déterminées par l'origine dynastique du souverain, comme en témoigne l’accession de la dynastie Vasa au trône, qui provoque une série de tensions avec la Suède

#### Relations avec la Russie et la Suède
Tout au long de son existence, la République fait face à la menace constante de la Russie, particulièrement après le Temps des troubles russes au début du XVIIe siècle. La guerre russo-polonaise (1605–1618) illustre la tentative de la Pologne-Lituanie de faire élire un de ses princes au trône de Moscou, ce qui entraîne un conflit prolongé. Au XVIIIe siècle, après avoir traité d'égal à égal avec la Pologne dans les préparatifs de la Grande guerre du Nord, la Russie devient progressivement l’acteur dominant de la politique intérieure polonaise, notamment à travers son ambassadeur à Varsovie et son soutien à des factions de la noblesse.
La relation avec la Suède est marquée par une rivalité dynastique et territoriale. Cette tension culmine pendant le « Déluge » (1655–1660), quand les armées suédoises envahissent le territoire du Commonwealth, profitant de sa faiblesse interne. La guerre laisse la République exsangue, tant militairement qu’économiquement.

#### Relations avec l’Empire ottoman
La politique orientale de la République repose sur un équilibre pragmatique avec l’Empire ottoman. Malgré des affrontements périodiques comme lors de la bataille de Khotin (1621), les deux États partagent un intérêt commun à limiter l’expansion de l’Autriche et de la Russie. Les traités successifs, comme celui de Buczacz (1672) et de Karlowitz (1699), permettent d’instaurer des périodes de paix durables. L’Empire ottoman reste d’ailleurs l’un des derniers États à ne pas reconnaître les partages de la Pologne à la fin du XVIIIe siècle.

#### La diplomatie auXVIIIesièclesiècle et la perte de souveraineté
Au XVIIIe siècle, la République devient progressivement un protectorat non officiel de la Russie. Le liberum veto et les luttes intestines rendent la politique étrangère inefficace. La Confédération de Bar (1768–1772), soutenue par la France et visant à restaurer la souveraineté polonaise, est écrasée par les troupes russes. L’adoption de la Constitution du 3 mai 1791, première en Europe continentale, tente de moderniser l’État, mais provoque une réaction armée de la Russie et de ses alliés conservateurs.
Les partages de la Pologne en 1772, 1793 et 1795 par la Russie, la Prusse et l’Autriche mettent fin à l’indépendance de la Pologne-Lituanie. Malgré des efforts diplomatiques, la République est incapable de susciter un soutien international suffisant pour sa survie.

### La politique étrangère de la Deuxième République
La politique étrangère de la Deuxième République découlait de l'équilibre des puissances en Europe après la Première Guerre mondiale. L’objectif fondamental de cette politique était d’assurer l’existence de l’État polonais dans sa position géopolitique défavorable entre deux grands voisins hostiles, l’Allemagne et l’URSS, et malgré des relations tendues avec d’autres voisins : la Tchécoslovaquie et la Lituanie. Dans les années 1920, les principales lignes directrices de la politique étrangère polonaise étaient les activités au sein de la Société des Nations et la coopération avec la France. Compte tenu des résultats défavorables de cette politique, qui n'a pas empêché, entre autres, la signature des accords de Locarno, la Pologne des années 1930 commence à développer des relations avec l'Allemagne et l'Union soviétique, en s'efforçant d'atteindre un équilibre mutuel. Le rapprochement progressif avec l'Allemagne n'empêche pas la Pologne de devenir la première cible de l'attaque allemande pendant la Seconde Guerre mondiale.

### La politique étrangère de la république populaire de Pologne
La politique étrangère de la République populaire de Pologne est étroitement alignée sur celle de l’URSS. Fondée à l’issue de la Seconde Guerre mondiale comme un État satellite sous influence soviétique, la Pologne communiste adopte une diplomatie guidée par la logique de la guerre froide, l’idéologie marxiste-léniniste et les intérêts stratégiques du Pacte de Varsovie.
Durant les premières décennies, la politique étrangère polonaise vise principalement à renforcer l’unité du Comecon (Conseil d’assistance économique mutuelle) et à soutenir les mouvements communistes dans le tiers monde, en particulier en Afrique, au Moyen-Orient et en Amérique latine. Dans le cadre de cette solidarité socialiste, la Pologne établit des relations diplomatiques avec plusieurs pays récemment décolonisés, tout en participant à des missions techniques et éducatives dans ces régions.

#### Relations avec le bloc occidental et initiatives propres
Malgré sa subordination à Moscou, la République populaire tente ponctuellement de mener une diplomatie autonome. À partir des années 1970, sous la direction d’Edward Gierek, la Pologne cherche à améliorer ses relations avec les États occidentaux, en particulier la République fédérale d'Allemagne (RFA) et la France. Le traité de Varsovie de 1970, signé avec la RFA, marque une reconnaissance mutuelle de la ligne Oder-Neisse, frontière occidentale de la Pologne, et constitue une avancée diplomatique majeure. Cette politique de « normalisation » s’inscrit dans le contexte de la détente.
La diplomatie polonaise joue également un rôle discret mais significatif dans les négociations internationales, notamment lors de la Conférence sur la sécurité et la coopération en Europe (CSCE), qui aboutit aux Accords d'Helsinki en 1975. Cependant, l’influence de la Pologne reste limitée par sa dépendance politique et militaire envers l’URSS, comme en témoigne sa participation aux opérations du Pacte de Varsovie et l’alignement systématique de son vote à l’ONU avec celui de Moscou.

## La politique étrangère de la Pologne depuis 1989
La Pologne, en tant que puissance moyenne, élabore sa politique en tenant compte dans une mesure similaire de facteurs internes et externes. Après 1989, d'une part, un nouvel ordre international s'est formé du fait de la fin de la guerre froide et, d'autre part, le pays s'est engagé sur la voie de la construction d'un système libéral-démocratique et de réformes du libre marché. Avec la rupture du monopole politique du PZPR, une nouvelle conception de la politique étrangère se forme. L'environnement extérieur a également changé : le bloc de l'Est s'est effondré, la République démocratique allemande a cessé d'exister et le processus d'accélération de l'intégration européenne a commencé.
À l'heure actuelle, la Pologne exerce une influence considérable en Europe centrale et orientale et est une puissance moyenne dans les affaires internationales. La politique étrangère de la Pologne repose sur quatre engagements fondamentaux : la coopération atlantique, l'intégration européenne, le développement international et le droit international. L'économie polonaise est relativement ouverte et dépend fortement du commerce international. Depuis l'effondrement du communisme et son rétablissement en tant que nation démocratique, la Pologne a étendu ses responsabilités et sa position dans les affaires européennes et occidentales, en soutenant et en établissant des relations étrangères amicales à la fois avec l'Ouest et avec de nombreux pays européens.

### Conditions extérieures

#### Le processus d'unification allemande

Le Premier ministre Tadeusz Mazowiecki et le chancelier Helmut Kohl lors d'une réunion à Krzyżowa (1989)

L'un des premiers changements significatifs dans l'environnement international de la Pologne après le début des changements démocratiques a été le début du processus d'unification des deux États allemands. Dans la nuit du 9 au 10 novembre 1989, moins de deux mois après la mise en place du gouvernement de Tadeusz Mazowiecki, les frontières entre la RDA et la RFA étaient ouvertes et la démolition du mur de Berlin commençait. Après des arrangements entre les puissances précédemment occupantes, la voie de l'unification allemande était ouverte : le 3 octobre 1990, les Länder de l'Est ont été intégrés à la République fédérale d'Allemagne. Du point de vue polonais, la question clé était la confirmation sans ambiguïté par le côté allemand de la frontière sur l'Oder et la Neisse établie lors de la conférence de Potsdam en 1945. Les inquiétudes polonaises étaient justifiées par deux arguments : d'une part, pendant la guerre froide, la République fédérale d'Allemagne remettait ouvertement en question l'emplacement de la frontière et, après 1970, elle présentait l'accord comme temporaire ; et, d'autre part, le chancelier Helmut Kohl avait omis la question des frontières dans son plan d'unification du 28 novembre 1989. Dans le même temps, des doutes existaient quant à l'absence de réglementation du statut de la minorité allemande et aux éventuelles réclamations des Allemands ayant quitté la Pologne après 1945. Les problèmes potentiels comprenaient également des interprétations différentes de l'histoire, un sentiment d'injustice de la part des Polonais touchés par les événements de la Seconde Guerre mondiale et des inquiétudes quant à la possibilité d'une renaissance de l'expansionnisme allemand,. D'un autre côté, la conception de la politique étrangère polonaise était dominée par les aspirations à l'intégration dans les structures euro-atlantiques. Cette volonté s'exprimait dans le slogan du retour à l'Europe, et le gouvernement polonais savait que la seule voie possible vers l'Ouest passait par un accord avec l'Allemagne. Dans ces conditions, la réconciliation avec la partie allemande et la tentative de construire des relations de bon voisinage avec le voisin occidental étaient considérées comme la raison d'État.

#### La fin de la guerre froide, la démocratisation et l'effondrement de l'URSS
Un autre facteur externe d'une importance fondamentale pour l'évolution de la diplomatie polonaise a été la fin de la division de l'Europe par la guerre froide et la démocratisation des pays d'Europe centrale et orientale. L’un des catalyseurs du changement a été la transformation politique de la Pologne, qui a précédé l’effondrement du communisme dans les pays voisins. Fin 1989, les régimes changent également en RDA, en Tchécoslovaquie, en Hongrie, en Bulgarie et en Roumanie. L’Union soviétique, en crise, décide de ne pas intervenir pour stopper ces changements. Ces changements rendent le rôle du pacte de Varsovie et du COMECON caducs. Ainsi, lorsque les autorités soviétiques proposent en 1991 de transformer le Comecon en Organisation internationale de coopération économique avec la participation de l'Allemagne et de la Yougoslavie, les pays d'Europe centrale ne donnent pas suite. Après la dissolution du Comecon le 28 juin 1991, une proposition émerge visant à fonder une nouvelle organisation économique avec la participation de l'URSS, sans plus de succès.
Pendant ce temps, la partie hongroise a présenté une demande de dissolution du pacte de Varsovie et a menacé en mai 1990 de quitter unilatéralement ses structures. En l'absence d'accords clairs avec l'Allemagne concernant le tracé de la frontière, la Pologne et la Tchécoslovaquie ont maintenu une certaine distance par rapport à ce type de politique. Par ailleurs, la Pologne souhaitait achever les travaux en cours sur le Traité sur les forces armées conventionnelles en Europe. Ce n'est qu'après l'intervention militaire soviétique dans les États baltes en pleine fièvre indépendantiste que les ministres des Affaires étrangères de Pologne, de Tchécoslovaquie et de Hongrie ont présenté une proposition visant à la liquidation complète du pacte de Varsovie d'ici la fin de 1991,. L'URSS a finalement décidé d'accélérer ce processus :  le 31 mars, les structures militaires étaient dissoutes et le 1er juillet, l'alliance politique perdait toute signification.
Cependant, la question du devenir des troupes soviétiques stationnées en Pologne restait en suspens. Alors que cette question a été réglée relativement rapidement avec la RDA, la Hongrie et la Tchécoslovaquie, deux problèmes se sont posés dans le cas de la Pologne : d'une part, il s'agissait de la question du soutien aux unités en retraite des terres de l'Allemagne de l'Est, et d'autre part, il fallait compter avec la réticence de la partie polonaise d'abandonner la protection soviétique face à l'absence d'un accord frontalier germano-polonais. Finalement, les derniers soldats de l'ancienne armée soviétique ont quitté le territoire de la république de Pologne le 17 septembre 1993.
L'aggravation de la crise, les aspirations ouvertes des différentes républiques à l'indépendance et l'échec du coup d'État des communistes purs et durs ont accéléré l'effondrement de l'URSS, qui cesse définitivement d'exister le 25 décembre 1991. Son successeur est la fédération de Russie, dirigée par le président Boris Eltsine, et qui devait reprendre complètement l’arsenal nucléaire soviétique. L'apparition de nouveaux États dans cette partie de l'Europe (Lituanie, Lettonie, Estonie, Biélorussie et Ukraine) a créé des conditions complètement nouvelles pour le fonctionnement de l'État polonais et a mis fin à l'ère de dépendance vis-à-vis de l'impérialisme soviétique.

#### Intensification des processus d'intégration et transformation de l'OTAN

Les pays membres de la Communauté européenne dans la période 1986-1994

Au tournant des années 1980 et 90, les processus d'intégration en Europe occidentale entrent dans une nouvelle phase. Le 1er juillet 1990, les premiers arrangements pour la création de l'Union économique et monétaire entrent en vigueur. En décembre de la même année, les travaux d'expansion et de création d'une union politique ont commencé. Les États se mettent d'accord sur le texte du traité sur l'Union européenne, dont résulte l'Union européenne, sur la base de ce que l'on appelle ses « trois piliers ». Ceux-ci incluaient, entre autres, l'introduction d'une monnaie commune, d'une politique étrangère et de sécurité communes, ainsi que la subordination de l'UEO à une nouvelle structure, plus large. Le traité de Maastricht entre en vigueur le 1er novembre 1993. L'adhésion de nouveaux pays à l'Union européenne était conditionnée au respect de nombreux critères – tant politiques, juridiques qu'économiques. Dans le même temps, les pays occidentaux se déclarent ouverts à l'intégration des pays en voie de démocratisation d'Europe centrale et orientale. Le soutien financier de la Communauté (y compris par l'intermédiaire de la BERD) et le soutien politique des hommes politiques européens et américains ont favorisé la création de nouvelles organisations sous-régionales en Europe centrale et orientale : le Triangle de Visegrad, la Quadragonale, le CBSS, la Coopération économique de la mer Noire...

Parallèlement à l'intensification des processus d'intégration au sein des Communautés, la transformation de l'Organisation du traité de l'Atlantique nord était en cours. Déjà lors du sommet de l'OTAN de mai 1989 à Bruxelles, les représentants de l'Alliance avaient exprimé une opinion positive au sujet des changements survenus dans les pays du bloc de l'Est. Est également évoquée la nécessité d'établir un nouveau modèle de relations entre l'Est et l'Ouest et de réduire les armements. Le 7 juin 1990, le Conseil de l'Atlantique nord publie le message Turnberry dans lequel il invitait les pays du pacte de Varsovie à coopérer. Puis, lors du sommet de Londres (5-6 juillet 1990), la Déclaration de Londres fut adoptée, qui stipulait que : 
L'OTAN doit devenir une institution au sein de laquelle les Européens, les Canadiens et les Américains travaillent ensemble non seulement à une défense commune, mais également à l'établissement de partenariats avec tous les pays européens. La Communauté atlantique doit se tourner vers les pays de l’Est qui ont été nos adversaires pendant la guerre froide et leur tendre une main amicale.
Les gouvernements des pays du pacte de Varsovie ont alors été invités à établir des contacts réguliers avec l'OTAN. Lors, lors de la réunion du Conseil de l'Atlantique nord à Copenhague, un autre document a été adopté — le Partenariat avec les pays d'Europe centrale et orientale. Celui-ci prévoit que la sécurité de l'OTAN est liée à la sécurité de tous les pays européens et que le renforcement de la liberté et de la démocratie est étroitement lié aux intérêts vitaux de l'Alliance. Dans le même temps, la participation des pays du pacte de Varsovie aux activités non militaires de l'Organisation est encouragée.
Avec la fin de la guerre froide, une discussion a commencé sur l'avenir de l'OTAN et les conditions de son fonctionnement. Des idées ont été avancées pour le remplacer par un système régional de sécurité collective basé sur la CSCE ou l'UEO, ou de la relier à l'Union européenne émergente. Les partisans du maintien de l’OTAN en tant que système de défense collective se sont opposés à ce type d’idées et ont souligné la possible résurgence de la compétition entre superpuissances pour les sphères d’influence. Il a également été souligné que la victoire dans la Guerre froide prouvait l'efficacité des structures de l'Alliance. Une tentative de répondre aux demandes soulevées fut l'adoption du nouveau concept stratégique de l'Alliance lors du sommet de l'OTAN à Rome les 7 et 8 novembre 1990. Les objectifs des activités de l'OTAN étaient d'assurer la liberté et la sécurité de ses membres et de construire un ordre pacifique durable et juste en Europe. Le rôle du facteur politique dans la formation du nouvel ordre a été souligné, mais la base stratégique dépendait malgré tout toujours de la présence de l'armée américaine et des armes nucléaires en Europe. Dans le même temps, il a été annoncé que la politique de désarmement et de contrôle des armements serait poursuivie. La Déclaration de Rome sur la paix et la coopération adoptée à l'issue du sommet a souligné la nécessité d'une coopération entre l'OTAN et la CSCE, la Communauté européenne, l'UEO et le Conseil de l'Europe. Le 20 décembre 1991, une nouvelle institution a commencé ses opérations : le Conseil de coopération nord-atlantique, qui comprenait également des pays européens non membres de l'OTAN.

### Facteurs internes
La transformation politique et économique de la Pologne après 1989 a ouvert de nouvelles perspectives de coopération avec les pays occidentaux. La nécessité de mener à bien les objectifs du plan de transformation, le manque de capitaux, les coûts élevés des réformes économiques et les problèmes d’endettement ont créé un besoin d’aide d’experts et d’aide financière étrangère, laquelle se manifeste, entre autres, par le programme PHARE et la réduction de la dette extérieure polonaise par le Club de Paris. Le succès de la transformation polonaise et l'accord général des principales forces politiques du pays au sujet des grandes orientations de la politique étrangère polonaise signifiaient que dès le milieu des années 1990, la Pologne pouvait raisonnablement aspirer à devenir membre de l'Organisation du traité de l'Atlantique nord et de l'Union européenne.

### La politique étrangère polonaise après 1989

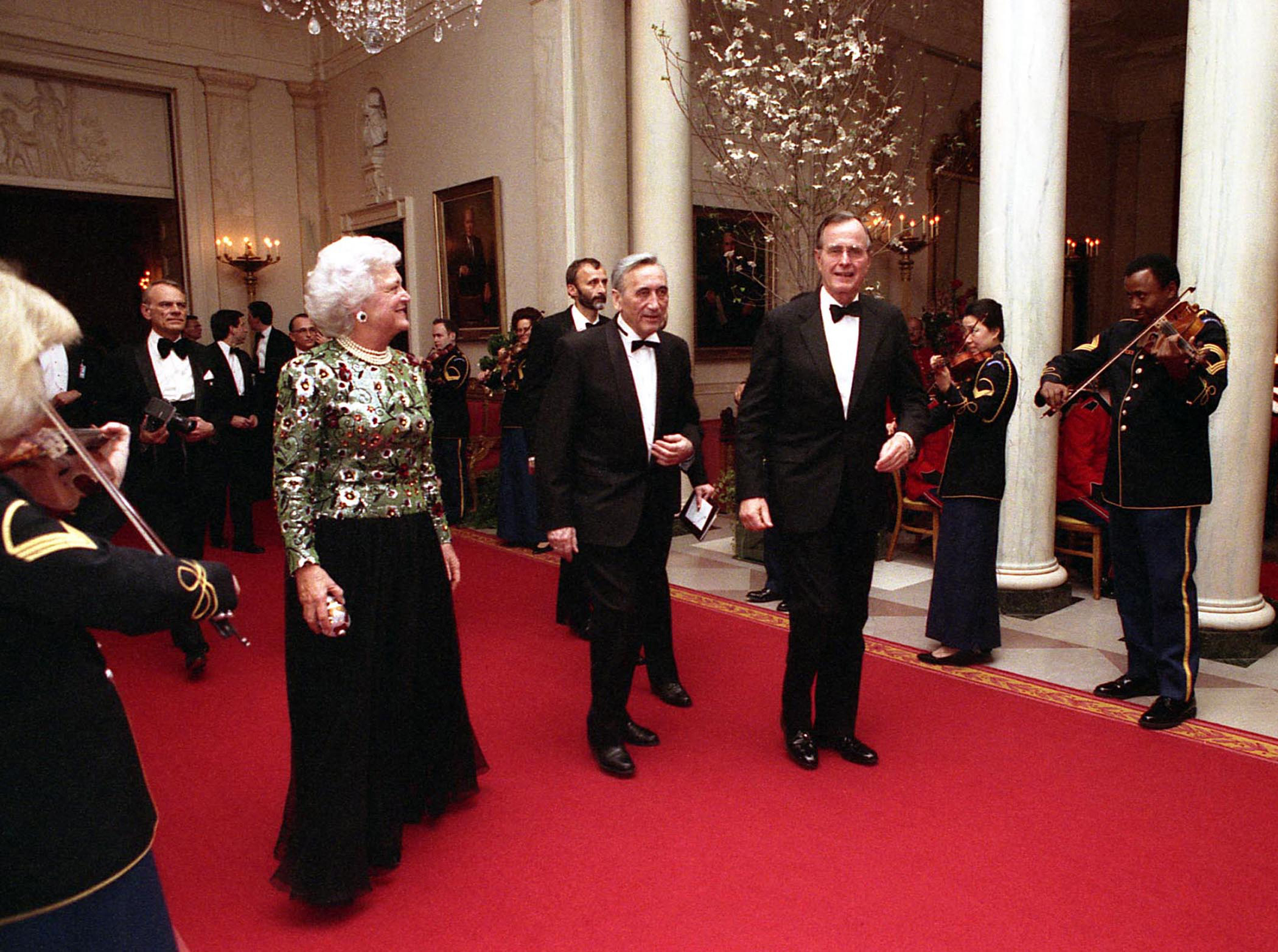
Le Premier ministre Tadeusz Mazowiecki et le président américain George H. W. Bush à la Maison Blanche (1990).

Durant la période 1989-1992, à la suite des changements de l’environnement international, la politique étrangère de la Pologne connaît une réorientation, exprimée en trois objectifs :
- l'obtention d'une garantie de sécurité en participant au nouveau système de sécurité ;
- l'obtention d'un soutien aux transitions du marché ;
- la tentative de tirer du prestige du fait que la Pologne est la première nation à se séparer du bloc de l’Est.

Misant initialement sur la CSCE, la Pologne se tourne dès 1991-1992 vers l’option euro-atlantique, en mettant notamment l’accent sur le rapprochement avec l’Allemagne et les États-Unis. Après l’officialisation de la volonté polonaise d'intégrer la CEE et l'OTAN, la direction pro-occidentale est devenue la principale direction de la politique étrangère polonaise. Ce mouvement a été indirectement soutenu par la participation à des initiatives diplomatiques à l'échelle de l'Europe centrale.
La deuxième orientation claire était la politique orientale, initialement orientée vers la régularisation des relations avec l’URSS, puis vers la construction d’un cadre formel et juridique pour une coopération de bon voisinage avec les anciennes républiques soviétiques. Au printemps 1990, une politique à deux voies a été lancée à l'égard de l'URSS : d'une part, il n'y avait aucune pression pour dissoudre le pacte de Varsovie et exiger le retrait de l'armée soviétique de Pologne, et d'autre part, Varsovie affichait une attitude favorable quant au fait que les républiques soviétiques recouvrassent leur souveraineté. Après l'effondrement de l'URSS, les autorités polonaises successives développent une vision de la politique orientale selon laquelle la fédération de Russie était considérée comme le principal rival et l'Ukraine était définie comme un partenaire stratégique. À cela s'ajoutait un soutien à la démocratisation de la Biélorussie. Cette approche de la politique orientale se rapprochait à certains égards du prométhéisme.
Parallèlement à la réorientation pro-occidentale de la politique étrangère polonaise, l’une de ses orientations antérieures, à savoir la coopération avec les pays non européens, a été marginalisée. Celle-ci se limitait désormais principalement aux pays ayant des liens avec l'Occident. L'établissement de relations avec Israël, le Chili et l'Afrique du Sud a également contribué au déclin des contacts avec nombre d'anciens partenaires de la Pologne.

## Participation de la Pologne à des formes multilatérales de coopération internationale

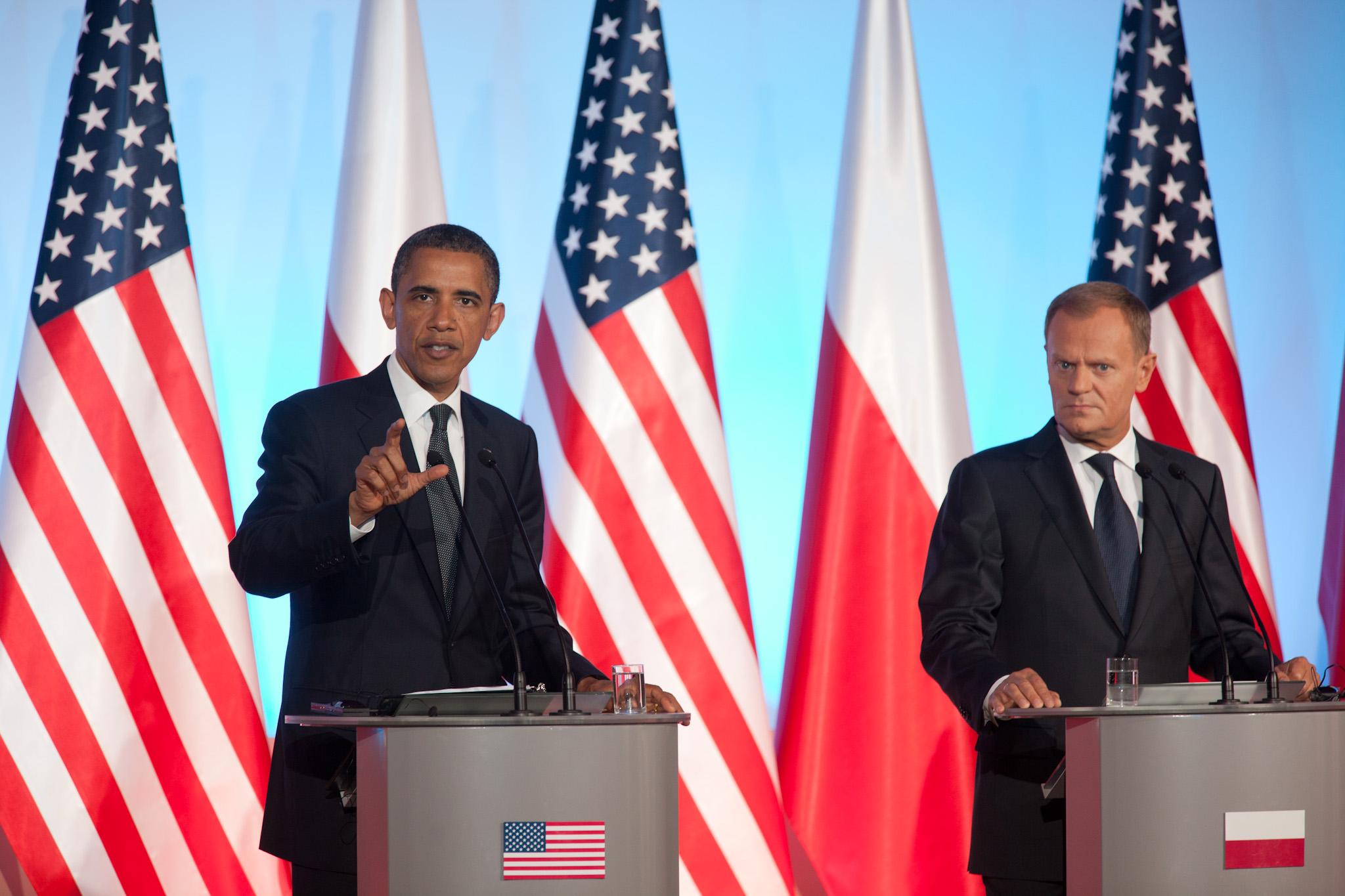
La rencontre entre le président des États-Unis, Barack Obama, et le Premier ministre polonais, Donald Tusk, en 2011.

### L'OTAN

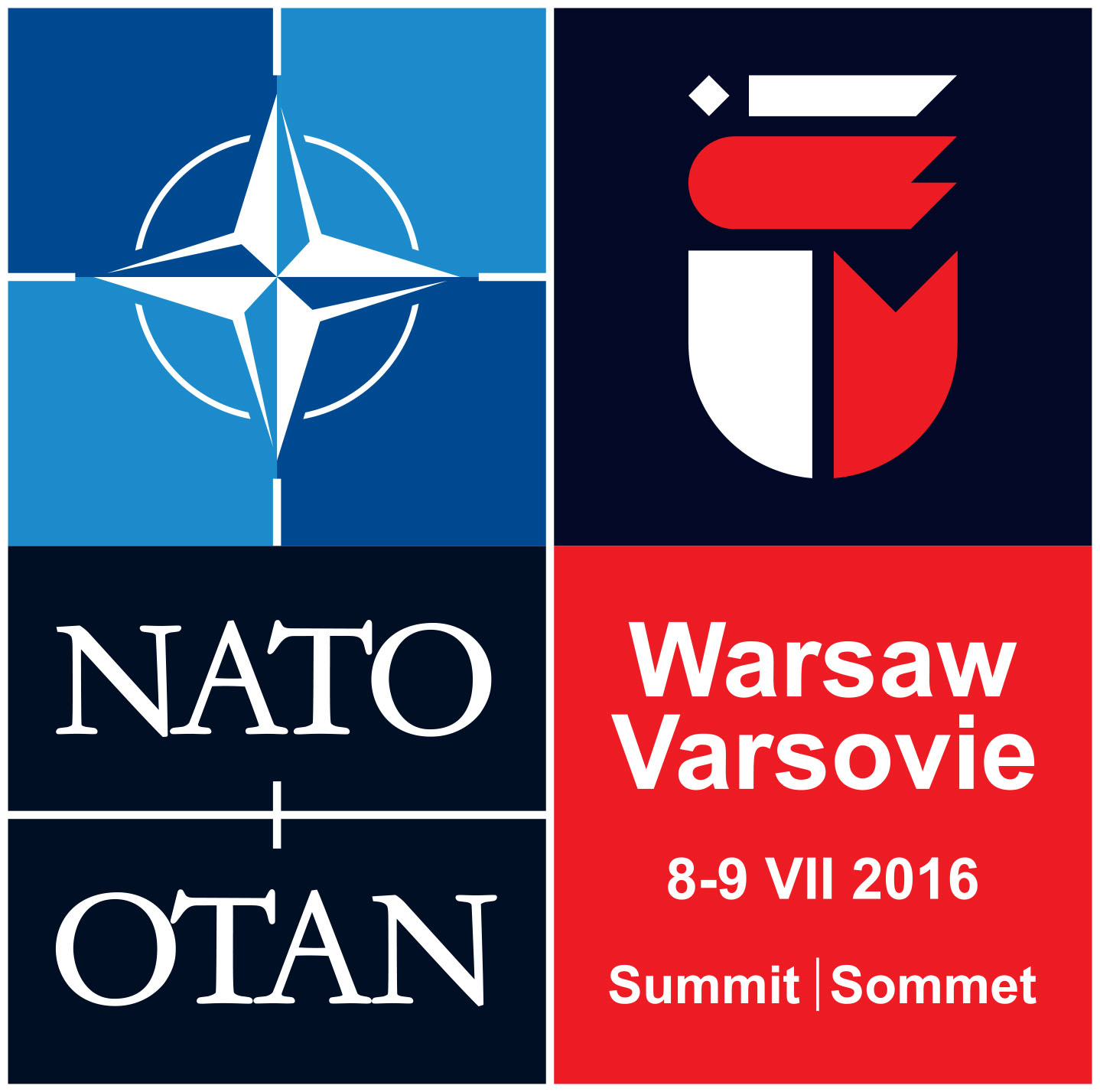
Logo du sommet de l'OTAN à Varsovie en 2016

La Pologne a rejoint l'OTAN le 12 mars 1999, en même temps que la République tchèque et la Hongrie : il s'agissait des premiers pays de l'ancien bloc de l'Est à le faire.
Du point de vue de la Pologne, le potentiel de dissuasion efficace et les capacités militaires de l'OTAN, lui garantissant une défense collective face aux menaces militaires croissantes à l'Est et aux menaces hybrides de plus en plus importantes, sont d'une importance capitale. En 2016, la Pologne accueille pour la première fois un sommet de l'OTAN. Des décisions importantes pour la sécurité de la Pologne et de la région ont ensuite été prises concernant le renforcement du flanc oriental de l'OTAN, notamment l'établissement d'une présence avancée renforcée (eFP).
La Pologne, en tant que membre de l'OTAN, est impliquée dans les opérations alliées (y compris les missions de la KFOR et de la police de l'air baltique, et par le passé au sein de la FIAS). Au sein du forum de l'organisation, la Pologne fait partie du groupe des pays impliqués dans la promotion des réformes dans les pays partenaires (Géorgie, Ukraine et Moldavie), soutenant également l'approfondissement de la coopération avec la Suède et la Finlande. En 2003, la Pologne rejoint également la Coalition militaire en Irak.
Depuis 2015, la Pologne et les pays du « flanc oriental » de l’OTAN forment les « Neuf de Bucarest ». L'objectif de ce format est de renforcer la voix de ces pays à l'échelle de l'alliance et d'approfondir la coopération dans le domaine de la sécurité et de la défense (notamment dans le contexte de la politique à mener vis-à-vis de la Russie).

### L'Union européenne

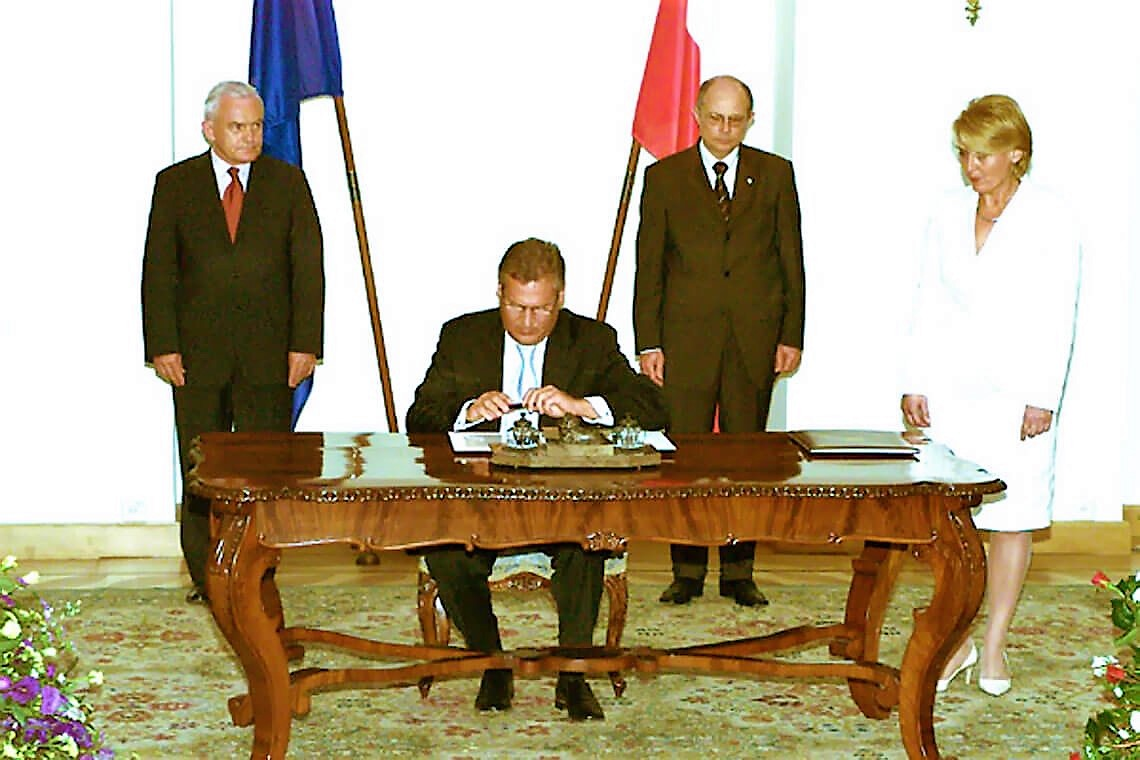
Signature du traité d'adhésion de la Pologne à l'Union européenne par le président Aleksander Kwaśniewski.

La Pologne a présenté sa demande officielle d'adhésion à l'Union européenne le 8 avril 1994 à Athènes. Le 8 août 1996 est créé le Comité pour l'intégration européenne a été créé, supervisant l'agenda de l'adhésion à l'UE. Le 28 janvier 1997, la Stratégie nationale d'intégration a été adoptée. Les négociations concernant l'adhésion à l'Union a commencé le 31 mars 1998.
Lors du sommet de Copenhague, qui s'est terminé le 13 décembre 2002, le gouvernement de Leszek Miller a finalisé les négociations. Le 16 avril 2003, la Pologne a signé le traité d'adhésion à l'UE. Le référendum sur l'adhésion a eu lieu les 7 et 8 juin 2003. En conséquence, la Pologne, ainsi que neuf autres pays, ont rejoint l'Union le 1er mai 2004.
Depuis décembre 2007, la Pologne fait partie de l'espace Schengen.
En termes de politique extérieure de l'Union européenne, la Pologne a été l'un des initiateurs du Partenariat oriental. Elle participe également à l'initiative visant à développer la coopération de l'UE avec les pays des Balkans occidentaux (processus de Berlin).

### Les Nations Unies
En 2018-2019, la Pologne a siégé au Conseil de sécurité de l'ONU en tant que membre non permanent. Les priorités de l'adhésion de la Pologne au Conseil comprenaient le renforcement du rôle du droit international, la protection des civils et la prévention des conflits armés, ainsi que la sécurité et la paix en Ukraine et en Géorgie.

### L'Organisation pour la sécurité et la coopération en Europe (OSCE)
En 2022, la Pologne a pris la présidence de l'OSCE pour un an. L'objectif principal de la présidence polonaise était d'œuvrer au règlement des conflits régionaux gelés grâce au soutien de l'OSCE. L'intention de la Pologne est d'agir en tant qu'intermédiaire et médiateur honnête entre toutes les parties intéressées, ainsi que d'accomplir ses tâches dans une approche globale de la sécurité, en tenant compte des questions politiques, militaires, économiques et des droits de l'homme.

### Le Conseil de l'Europe
La Pologne est membre du Conseil de l'Europe depuis 1991. Cette organisation a soutenu les processus de démocratisation et le développement des normes en matière de droits de l'homme et d'État de droit en Pologne après 1989.

### Formats régionaux de coopération

#### Le Groupe de Visegrad (V4)

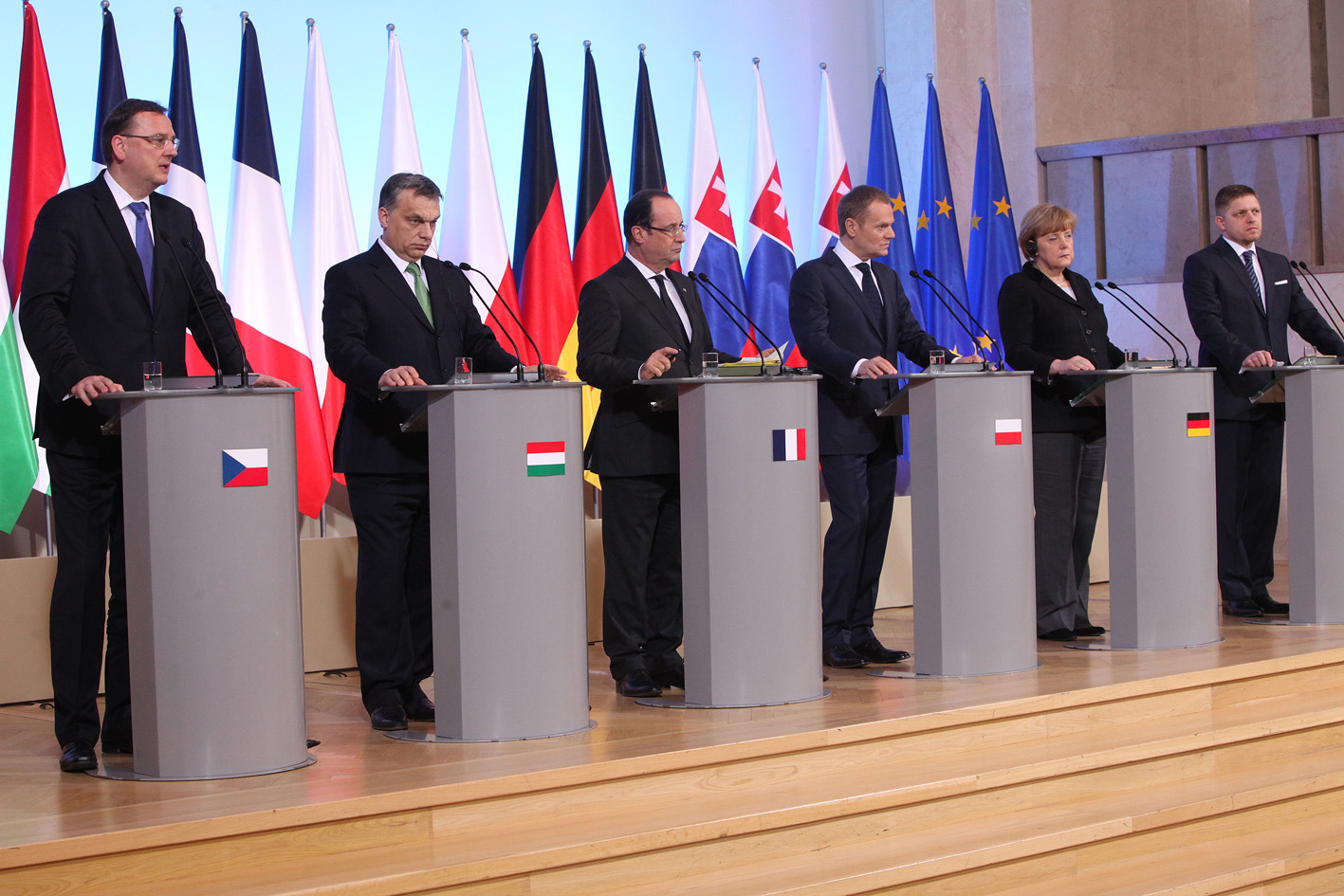
Réunion des dirigeants des pays du Groupe de Visegrad et du Triangle de Weimar à Varsovie, 2013.

Le groupe de Visegrad est une forme de coopération régionale entre la Pologne, la République tchèque, la Slovaquie et la Hongrie, fonctionnant depuis 1991. Au niveau politique, la coopération de Visegrad comprend des réunions au niveau des présidents, des premiers ministres, des présidents de parlement et des ministres.
La seule forme institutionnalisée de coopération liée au format de Visegrad est le Fonds international de Visegrad, créé en 2000, qui soutient des projets dans le domaine de la culture, de la science et des échanges de jeunes.

#### Le Triangle de Weimar
Le Triangle de Weimar est un format informel de coopération entre la Pologne, l'Allemagne et la France, servant de mécanisme de consultation et d'élaboration de positions sur les questions de politique européenne. Les contacts politiques ont lieu aux niveaux présidentiel, gouvernemental et parlementaire.

#### L'initiative des Trois mers

Pays participant à l'Initiative des Trois Mers

L'Initiative des Trois Mers est un format de coopération régionale réunissant 12 pays d'Europe centrale et orientale, lancé en 2015. Le premier sommet des chefs d’État a eu lieu en 2016 à Dubrovnik. L'initiative vise à approfondir la coopération politique et économique de la région (notamment dans le domaine des infrastructures d'énergie, de transport et de télécommunications). Dans la déclaration adoptée au sommet de Bucarest en 2018, les trois principaux objectifs de l'Initiative des Trois Mers ont été identifiés comme étant :
- la dynamisation du développement économique,
- le renforcement la cohésion de l'UE,
- l'enrichissement les liens transatlantiques.

À cette fin, le Fonds des Trois Mers a été créé en 2019.

#### le Triangle de Lublin

Logo du Triangle de Lublin

La création d'un nouveau format de coopération trilatérale a été annoncée le 28 juillet 2020 à Lublin lors d'une réunion des ministres des Affaires étrangères de Pologne, de Lituanie et d'Ukraine. L'objectif de cette initiative est de renforcer la coopération politique, économique, culturelle et sociale entre les trois pays, ainsi que d'aider l'Ukraine à retrouver son intégrité territoriale et son intégration à l'Union européenne et à l'OTAN.
Le triangle de Lublin complète d'autres formes de coopération trilatérale déjà existantes, telles que l'Assemblée parlementaire du Sejm et du Sénat de la république de Pologne, du Sejm de la république de Lituanie et de la Verkhovna Rada d'Ukraine ; ou encore la Brigade lituanienne-polonaise-ukrainienne.

#### Le Format 14+1
Le format 14+1 est un format de coopération entre la république populaire de Chine et les pays d'Europe centrale et orientale, initié lors du sommet de Varsovie en 2012. Il est associé à l’initiative chinoise de la Nouvelle Route de la Soie.

#### Le Processus de Berlin
Le processus de Berlin est une initiative soutenant la coopération régionale entre les pays des Balkans occidentaux et complétant la politique d'élargissement de l'Union européenne. En 2018, la Pologne a rejoint l’initiative et a organisé l’année suivante le sommet des Balkans occidentaux à Poznań.

## Aide au développement
La base des activités de la Pologne dans le domaine de l'aide au développement est la loi sur la coopération au développement du 16 septembre 2011.
Les activités de coopération au développement entreprises par la Pologne comprennent une assistance aux pays en développement dans les domaines suivants : développement de la démocratie et de la société civile, protection des droits de l'homme, lutte contre la pauvreté, amélioration des soins de santé et de l'éducation, ainsi que dans le domaine de l'aide humanitaire.
Actuellement, la liste des partenaires prioritaires comprend : la Biélorussie, la Géorgie, la Moldavie, l'Ukraine, l'Éthiopie, le Kenya, le Sénégal, la Tanzanie, l'Ouganda, le Liban, l'Autorité palestinienne et le Myanmar.

## Diplomatie publique
Les activités dans le domaine de la diplomatie publique et culturelle sont menées par les instituts polonais. Leur tâche est de construire une bonne image de la Pologne dans d'autres pays (notamment en établissant des contacts avec les cercles artistiques et d'opinion locaux) et de promouvoir la culture, la science, l'histoire, le patrimoine culturel et la langue polonaises.